# ジョセフ・フランシス・チャールズ・ロック

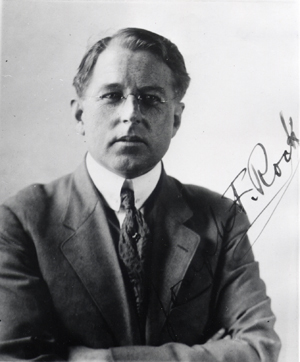
ジョセフ・フランシス・チャールズ・ロック

ジョセフ・フランシス・チャールズ・ロック（Joseph Francis Charles Rock、1884年1月13日 - 1962年12月5日）は、オーストリア生まれの、アメリカ合衆国の探検家、地理学者、言語学者、植物学者である。ハワイ、アジアで植物や民族の研究を行った。

## 人物・生涯
オーストリア＝ハンガリー帝国の首都ウィーンで生まれた。10歳の時に父親とエジプトにわたり、その後ヨーロッパ各地を放浪した。1905年にアメリカに移住し、1907年からハワイのホノルルに住み、後にハワイの植物のオーソリティになった。ミルズ・カレッジ（現在の私立高校ミッド・パシフィック・インスティチュート）で教職に就くが、1908年に健康のために戸外で働くことを選び、ハワイ大学で植物学者として働き、最初の栽培農園の設立に従事し、1911年から学芸員として1920年まで働いた。その後アジアの植物の探索に生涯を費やした。
ビルマ、タイ、アッサムで薬用植物のダイフウシノキの探索から始め、1922年から1949年の間は中国南部の植物、民族、言語の研究のために雲南省、四川省、南西甘粛省および東部チベットですごした。ロックの集めたアジアの多くの植物はアーノルド樹木園で栽培された。
麗江の近くの村をベースに、ムリなどのチベット地域の探検の記録を、ナショナルジオグラフィックに寄稿し、徐々に有名になり、たとえば小説家のジェームズ・ヒルトンの、理想郷「シャングリラ」が登場する『失われた地平線』の執筆に影響を与えたとされる。
1917年からのゴロクの反乱(Ngolok rebellions)の間には、ロックは何度もチベットの夏河県やラプラン寺のゴロクのチベット人(Golok people)と馬麒が率いるイスラム軍との戦いを目撃し、馬麒軍の残虐な行動を目撃した。
ロックは植物学的に興味深い地域のひとつである雲南省に入った植物学者としては、ジャン・マリー・デラヴェ神父（Père Jean Marie Delavay）やジョージ・フォレスト（George Forrest）、ハインリヒ・ハンデル＝マツェッティ(Heinrich von Handel-Mazzetti)らの後に位置し、多くの植物を収集し、記載したという点では彼らに及ばなかったが、多くの貢献をした。
中国共産党が支配を確立した後の1949年に麗江市から他の外国人滞在者とともに専用機で退去させられ、中国を去りホノルルに戻った。1962年にホノルルで没した。
ボタンの種、Paeonia rockiiに献名されている。1948年フランス文学院よりスタニスラス・ジュリアン賞を受賞。

## 著作
- The Ancient Nakhi Kingdom of Southwest China. 2 vols., illustrated. Cambridge, Mass.: Harvard Univ. Press, 1948.
- A Nakhi-English encyclopedic dictionary. Rome: I.M.E.O., 1963.

- ナショナルジオグラフィックの記事:
  - "Hunting the Chaulmoogra tree" (1922) 3:242-276
  - "Banishing the Devil of Disease Among the Nashi: Weird Ceremonies Performed by an Aboriginal Tribe in the Heart of Yunnan Province" (1924) 46:473-499
  - "Land of the Yellow Lama: National Geographic Society Explorer Visits the Strange Kingdom of Muli, Beyond the Likiang Snow Range of Yunnan, China" (1924) 47: 447-491
  - "Experiences of a Lone Geographer: An American Agricultural Explorer Makes His Way through Brigand-Infested Central China En Route to the Amne Machin Range, Tibet" (1925) 48: 331-347
  - "Through the Great River Trenches of Asia: National Geographic Society Explorer Follows the Yangtze, Mekong, and Salwin Through Mighty Gorges" (1926) 50: 133-186
  - "Life among the Lamas of Choni: Describing the Mystery Plays and Butter Festival in the Monastery of an Almost Unknown Tibetan Principality in Kansu Province, China" (1928): 569-619
  - "Seeking the Mountains of Mystery: An Expedition on the China-Tibet Frontier to the Unexplored Amnyi Machen range, One of Whole Peaks Rivals Everest" (1930) 57:131-185
  - "Glories of the Minya Konka: Magnificent Snow Peaks of the China-Tibetan Border are Photographed at Close Range by a National Geographic Society Expedition" (1930) 58:385-437
  - "Konka Risumgongba, Holy Mountain of the Outlaws" (1931) 60:1-65
  - "Sungmas, the Living Oracles of the Tibetan Church" (1935) 68:475-486.